# Veľké Ludince
Veľké Ludince (hongrois : Nagyölved) est un village de Slovaquie situé dans la région de Nitra.

## Histoire
Première mention écrite du village en 1282.

## Démographie

### Évolution de la population
| Année:               | 1994. | 2004.   | 2014.    | 2024.   |
| -------------------- | ----- | ------- | -------- | ------- |
| Nombre de personnes: | 1729  | 1680    | 1503     | 1458    |
| Différence:          |       | -2,83 % | -10,53 % | -2,99 % |

| Année:               | 2023. | 2024.   |
| -------------------- | ----- | ------- |
| Nombre de personnes: | 1470  | 1458    |
| Différence:          |       | -0,81 % |